# Europarlamentari 1994-1999
Această pagină prezintă listele cu membrii Parlamentului European sesiunea 1994-1999.
Listă alfabetică: Lista europarlamentarilor 1994-1999
- Europarlamentari pentru Austria 1994-1999
- Europarlamentari pentru Belgia 1994-1999
- Europarlamentari pentru Danemarca 1994-1999
- Europarlamentari pentru Finlanda 1994-1999
- Europarlamentari pentru Franța 1994-1999
- Europarlamentari pentru Grecia 1994-1999
- Europarlamentari pentru Germania 1994-1999
- Europarlamentari pentru Irlanda 1994-1999
- Europarlamentari pentru Italia 1994-1999
- Europarlamentari pentru Luxemburg 1994-1999
- Europarlamentari pentru Olanda 1994-1999
- Europarlamentari pentru Portugalia 1994-1999
- Europarlamentari pentru Spania 1994-1999
- Europarlamentari pentru Suedia 1994-1999
- Europarlamentari pentru Regatul Unit 1994-1999